# Bill McDonagh
Bill McDonagh, született Joseph William James McDonagh (Rouyn-Noranda, Québec, 1928. április 30. – Toronto, Ontario, 2019. augusztus 17.) kanadai jégkorongozó.

## Pályafutása
1948 és 1957 között volt aktív jégkorongozó. Az NHL-ben 1949–50-ben a New York Rangers csapatában szerepelt négy mérkőzésen. 1948 és 1950 között játszott profiként. 1948–49-ben az IHL-ben a Detroit Bright’s Goodyears csapatában 29, 1949–50-ben az AHL-ben a New Haven Ramblers együttesében 61 mérkőzésen lépett pályára. 1950 és 1957 között amatőr bajnokságokban szerepelt.